# Australiens Grand Prix 1998
Australiens Grand Prix 1998 var det första av 16 lopp ingående i formel 1-VM 1998.

## Rapport
McLaren stod för ett imponerande insats när de varvade resten av starfältet i Melbourne. Mika Häkkinen vann efter att blivit förbisläppt av stallkamraten David Coulthard. Situationen uppkom när Häkkinen, som var i ledningen, blev inkallad i depån av misstag och därför förlorade värdefull tid. Förarna hade dock kommit överens om att den som var först in i första kurvan skulle vara först i mål. De fick utstå mycket kritik för detta.

## Resultat
| P  | Förare                | Konstruktör         | Varv | Tid          | Grid | Kvaltid  |
| -- | --------------------- | ------------------- | ---- | ------------ | ---- | -------- |
| 1  | Mika Häkkinen         | McLaren-Mercedes    | 58   | 1:31.45,996  | 1    | 1.30,010 |
| 2  | David Coulthard       | McLaren-Mercedes    | 58   | + 0,702      | 2    | 1.30,053 |
| 3  | Heinz-Harald Frentzen | Williams-Mecachrome | 57   | + 1 varv     | 6    | 1.31,397 |
| 4  | Eddie Irvine          | Ferrari             | 57   | + 1 varv     | 8    | 1.31,767 |
| 5  | Jacques Villeneuve    | Williams-Mecachrome | 57   | + 1 varv     | 4    | 1.30,919 |
| 6  | Johnny Herbert        | Sauber-Petronas     | 57   | + 1 varv     | 5    | 1.31,384 |
| 7  | Alexander Wurz        | Benetton-Playlife   | 57   | + 1 varv     | 11   | 1.32,726 |
| 8  | Damon Hill            | Jordan-Mugen Honda  | 57   | + 1 varv     | 10   | 1.32,399 |
| 9  | Olivier Panis         | Prost-Peugeot       | 57   | + 1 varv     | 21   | 1.35,215 |
| 10 | Giancarlo Fisichella  | Benetton-Playlife   | 43   | Trasig vinge | 7    | 1.31,733 |
| 11 | Jean Alesi            | Sauber-Petronas     | 41   | Motor        | 12   | 1.33,240 |
| 12 | Jarno Trulli          | Prost-Peugeot       | 26   | Växellåda    | 15   | 1.33,739 |
| 13 | Ricardo Rosset        | Tyrrell-Ford        | 25   | Växellåda    | 19   | 1.35,119 |
| 14 | Mika Salo             | Arrows              | 23   | Växellåda    | 16   | 1.33,927 |
| 15 | Esteban Tuero         | Minardi-Ford        | 22   | Motor        | 17   | 1.34,946 |
| 16 | Shinji Nakano         | Minardi-Ford        | 8    | Bakaxel      | 22   | 1.35,301 |
| 17 | Michael Schumacher    | Ferrari             | 5    | Motor        | 3    | 1.30,767 |
| 18 | Pedro Diniz           | Arrows              | 2    | Växellåda    | 22   | 1.35,301 |
| 19 | Ralf Schumacher       | Jordan-Mugen Honda  | 1    | Kollision    | 9    | 1.32,392 |
| 20 | Jan Magnussen         | Stewart-Ford        | 1    | Kollision    | 18   | 1.34,906 |
| 21 | Toranosuke Takagi     | Tyrrell-Ford        | 1    | Snurrade av  | 13   | 1.33,291 |
| 22 | Rubens Barrichello    | Stewart-Ford        | 0    | Växellåda    | 14   | 1.33,383 |